# آرثر فوغل
آرثر فوغل (بالألمانية: Arthur Vogel) هو ناشر ومصور ألماني، ولد في 2 أبريل 1868 في شفارتسنبرغ في ألمانيا، وتوفي بنفس المكان في 4 مارس 1962.